# Pandemia de COVID-19 în Elveția
Pandemia de coronaviroză (COVID-19) din Elveția este o pandemie în curs de desfășurare pe teritoriul Elveției cauzată de noul coronavirus 2019-nCoV (SARS-CoV-2), virus care provoacă o infecție numită COVID-19, care poate fi asimptomatică, ușoară, moderată sau severă. Infecția severă include o pneumonie atipică severă manifestată clinic prin sindromul de detresă respiratorie acută.
Pandemia de coronavirus din Elveția a fost confirmată la  25 februarie 2020.
La 21 martie 2019 erau 5.711 de cazuri confirmate de coronaviroză (COVID-19), 15 cazuri de vindecare și 59 de morți.